# زرتشتی‌دوزی
زرتشتی‌دوزی، سوزن‌دوزی زرتشتی یا گل‌ونقش، یک هنر باستانی زرتشتی است. زرتشتی‌دوزی شامل نگاره‌ها و نمادهای ویژه‌ای است که هر کدام ریشه در باورها دارد. نخ مورد استفاده در زرتشتی‌دوزی ابریشم تابیده طبیعی است. برای بستر کار نیز از پارچه‌های ریزبافت استفاده می‌شود. معانی بسیاری از نمادها در این هنر مشخص نیست و اغلب انتزاعی هستند.
از نخستین ابزارهای زرتشتی‌دوزی، سوزن‌هایی بسیار ظریف و انواع نخ‌های ابریشم یا پنبه‌ای و پارچه‌های ابریشمین یا پنبه‌ای بوده است. نقوش زرتشتی‌دوزی را می‌توان در جامه‌هایی کهن مانند مَکنا، شَوال، لَچَک، پیراهن و عرق‌چینِ داماد و دولُوگ دید. سرو، گل و پرنده و نیز جانورانی خوش‌نام و زیبا مانند آهو و ماهی در زرتشتی‌دوزی بسیار به چشم می‌خورد که همه نشان از زندگانی و شادی دارد و با دیدگاه آیینی در دین زرتشتی هم‌ساز و هم‌نواست.
زرتشتی‌دوزی به‌عنوان میراث‌فرهنگی ناملموس، اسفندماه ۱۳۹۹ در فهرست آثار ملی به ثبت رسید. وزارت میراث‌فرهنگی نیز در تلاش است که زرتشتی‌دوزی به‌عنوان میراث ناملموس ثبت جهانی شود.